# Schwarzenmoor
Schwarzenmoor is een plaats in het noordoosten van de Duitse gemeente Herford, deelstaat Noordrijn-Westfalen, en telt 1.632 inwoners (31 december 2015). De hoogste heuvel van de gemeente Herford, de 240 meter hoge Dornberg, ligt in het gebied van Schwarzenmoor.
De Autobahn A2 loopt over een lengte van circa tweekilometer door het oosten van Schwarzenmoor. Ter plaatse ligt afrit 30 „Herford Ost“ van deze Autobahn. Bij deze Autobahn ligt ook een Autobahnmeisterei, een centrum voor onderhoud aan deze wegen. De Bundesstraße 61 richting Minden scheidt Schwarzenmoor van het westelijker gelegen Falkendiek.
Het dorp Schwarzenmoor ontstond als boerendorp in de 14e eeuw. Op veel boerderijen in Schwarzenmoor worden rijpaarden gefokt.
Over Schwarzenmoor gaat een oude legende: dicht bij de gemeentegrens met Ortsteil Lohe van Bad Oeynhausen, op de hoek van de Alte Heerstraße en de weg Hilligenböke (heiligenbeuk) staat een gedenksteen voor Sint Lebuïnus, een missionaris die in het jaar 772 bij de Saksische dingvergadering in Marklo aan de Wezer moedig het evangelie onder de nog heidense Saksen zou hebben gepredikt. Daardoor joeg hij de Saksen tegen zich in het harnas. Die wilden hem daarop doodslaan. Hier zou een beukenboom gestaan hebben, die zich beschermend voor Lebuïnus geopend zou hebben en hem verborg. Lebuïnus is schutspatroon van Deventer.

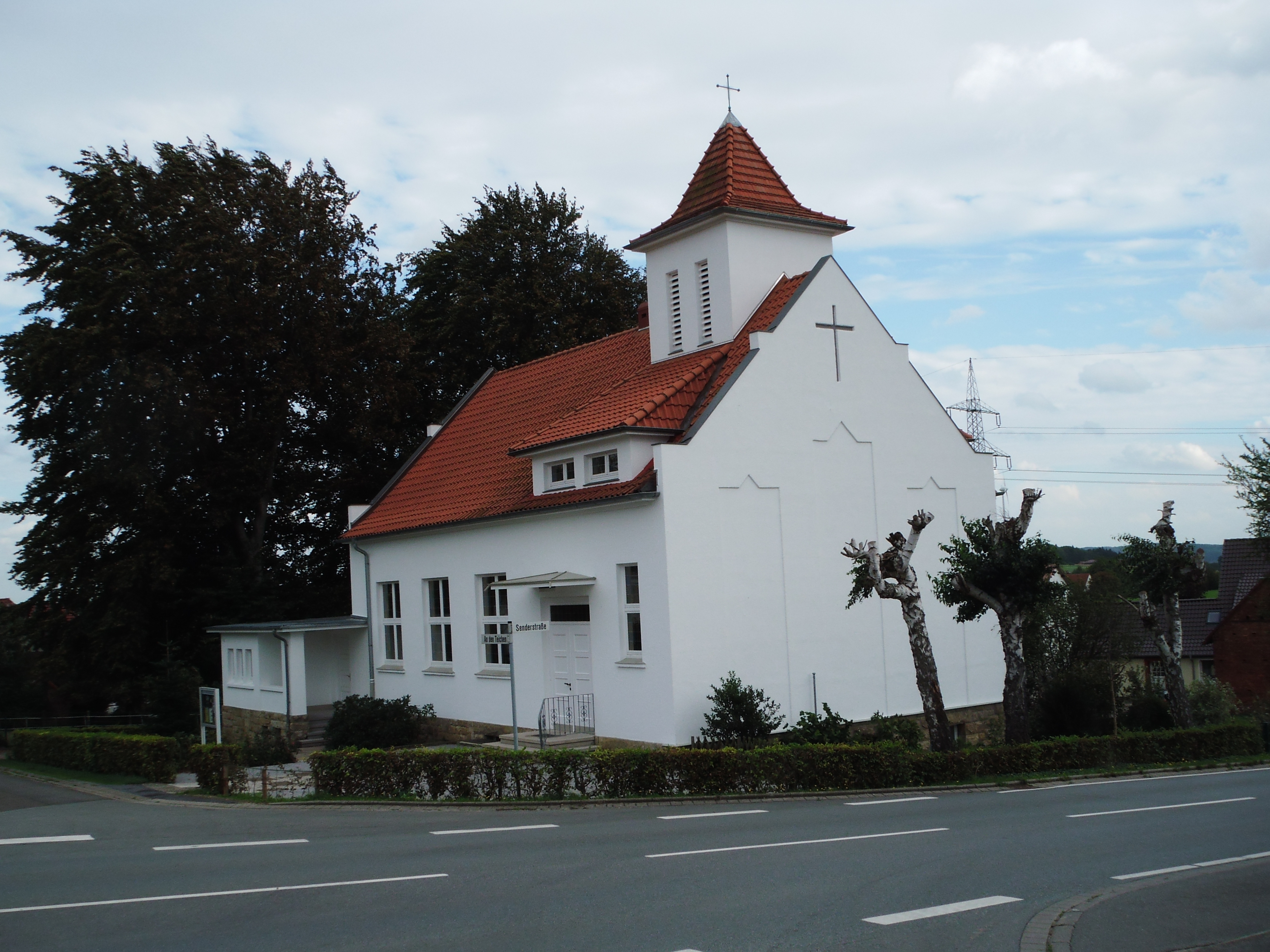
Evang.-lutherse Thomaskerk (1931; in 1962 tot kerk verbouwd)
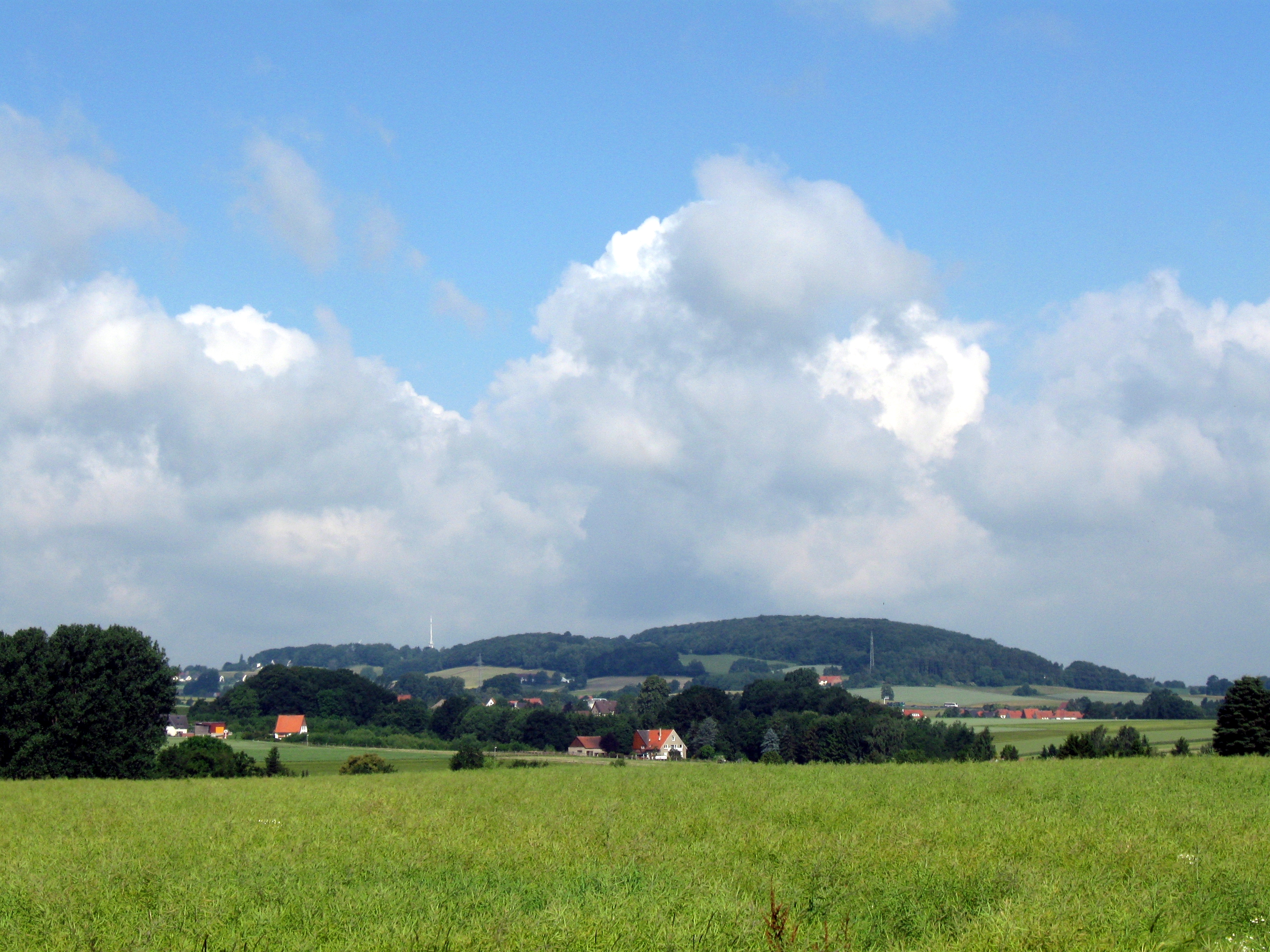
Gezicht vanuit Schwarzenmoor op de Dornberg ( rechts van het midden)
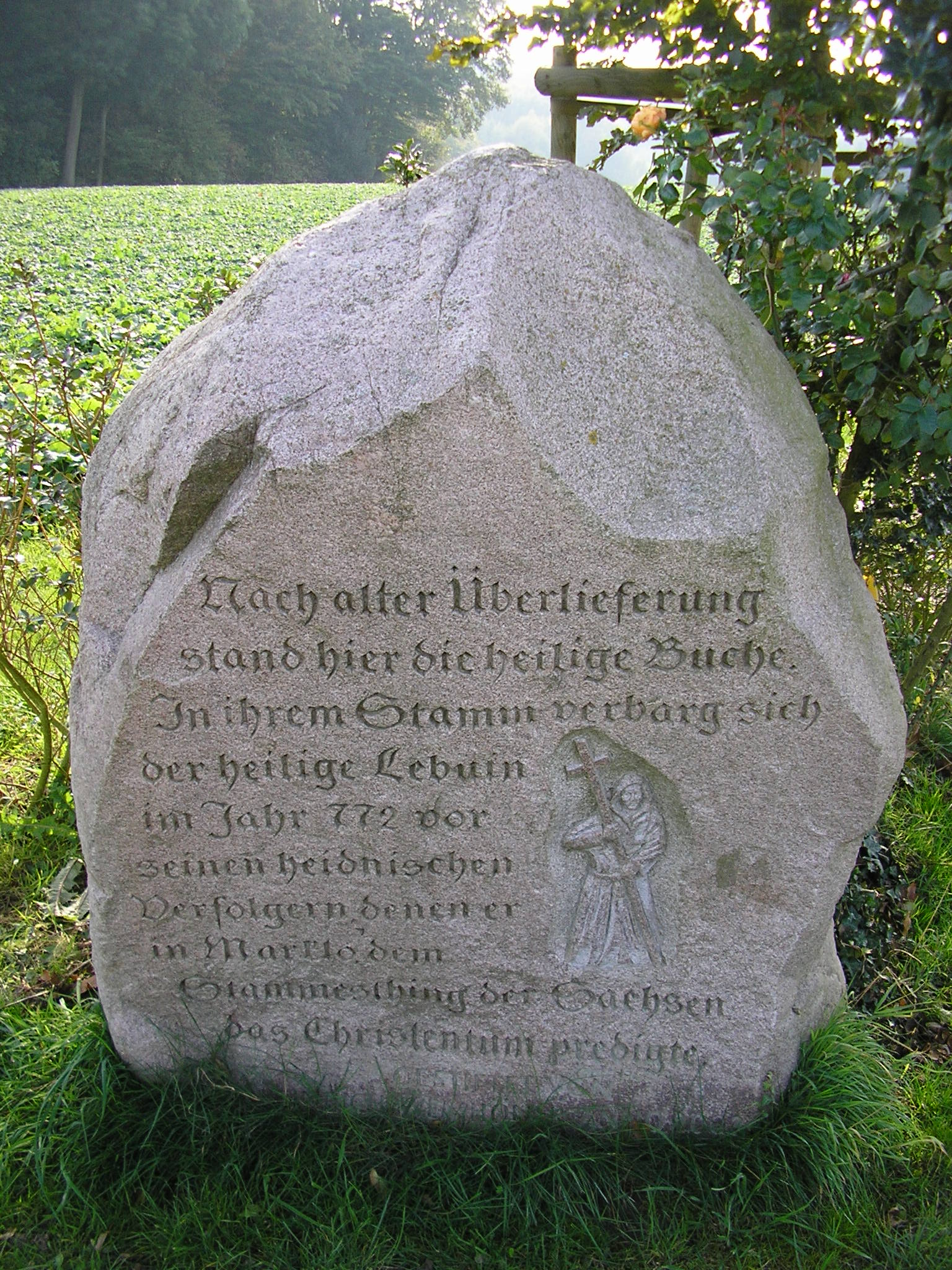
Gedenksteen Hilligenböke (waar Lebuïnus bescherming zou hebben gekregen)